# Киласония, Валентина Петровна
Валентина Петровна Киласония (1929 год, Гегечкорский район, ССР Грузия) — колхозница колхоза имени Куйбышева Гегечкорского района, Грузинская ССР. Герой Социалистического Труда (1950).

## Биография
Родилась в 1929 году в крестьянской семье в одном из сельских населённых пунктов Гегечкорского района (сегодня — Мартвильский муниципалитет). В послевоенное время — рядовая колхозница на чайной плантации колхоза имени Куйбышева Гегечкорского района.
В 1949 году собрала 6127 килограмма сортового зелёного чайного листа на участке площадью 0,5 гектара. Указом Президиума Верховного Совета СССР от 19 июля 1950 года удостоена звания Героя Социалистического Труда за «получение высоких урожаев сортового чайного зелёного листа и цитрусовых плодов в 1949 году» с вручением ордена Ленина и золотой медали «Серп и Молот» (№ 5237).
За выдающиеся трудовые достижения по итогам работы в 1950 году награждена Орденом Трудового Красного Знамени.
Награды
- Герой Социалистического Труда
- Орден Ленина
- Орден Трудового Красного Знамени (13.07.1951)